# Elecciones generales de Turquía de 1969
Las elecciones generales se llevaron a cabo en Turquía el 12 de octubre de 1969. El sistema electoral utilizado fue el Método d'Hondt en 66 distritos electorales. El resultado final fue una amplia victoria para el Partido de la Justicia, que recibió 256 de los 450 escaños con el 46.5% de los votos.

## Resultados
| Partido                                  | Votos     | %    | Escaños | +/–   |
| ---------------------------------------- | --------- | ---- | ------- | ----- |
| Partido de la Justicia                   | 4,229,712 | 46.5 | 256     | +16   |
| Partido Republicano del Pueblo           | 2,487,006 | 27.4 | 143     | +9    |
| Partido Republicano Independiente        | 597,818   | 6.6  | 15      | Nuevo |
| Independientes                           | 511,023   | 5.6  | 13      | +12   |
| Partido Nacional                         | 292,961   | 3.2  | 6       | –25   |
| Partido Republicano Popular de la Nación | 275,091   | 3.0  | 1       | –10   |
| Partido de la Unidad                     | 254,695   | 2.8  | 8       | Nuevo |
| Partido de los Trabajadores de Turquía   | 243,631   | 2.7  | 2       | –12   |
| Partido Nueva Turquía                    | 197,929   | 2.2  | 6       | –13   |
| Votos en blanco/inválidos                | 429,739   | –    | –       | –     |
| Total                                    | 9,516,035 | 100  | 450     | 0     |
| Fuente: Nohlen et al.                    |           |      |         |       |